# ایست نوریتون تاونشیپ (شهرستان مونتگومری، پنسیلوانیا)
ایست نوریتون تاونشیپ، شهرستان مونتگومری (به انگلیسی: East Norriton Township) یک منطقهٔ مسکونی در ایالات متحده آمریکا است که در شهرستان مونتگومری، پنسیلوانیا واقع شده‌است. ایست نوریتون تاونشیپ، شهرستان مونتگومری ۱۵٫۷۱ کیلومتر مربع مساحت و ۱۳٬۵۹۰ نفر جمعیت دارد و ۵۹٫۱۳ متر بالاتر از سطح دریا واقع شده‌است.

## خواهرخوانده
شهر ترپتوو-کوپنیک خواهرخواندهٔ ایست نوریتون تاونشیپ، شهرستان مونتگومری، پنسیلوانیا هست.